# Newnan
Newnan is een plaats (city) in de Amerikaanse staat Georgia, en valt bestuurlijk gezien onder Coweta County.

## Demografie
Bij de volkstelling in 2000 werd het aantal inwoners vastgesteld op 16.242.
In 2006 is het aantal inwoners door het United States Census Bureau geschat op 27.097, een stijging van 10855 (66.8%).

## Geografie
Volgens het United States Census Bureau beslaat de plaats een oppervlakte van 46,9 km², waarvan 46,4 km² land en 0,5 km² water. Nabij Newnan ligt het vliegveld Newnan-Coweta County Airport.

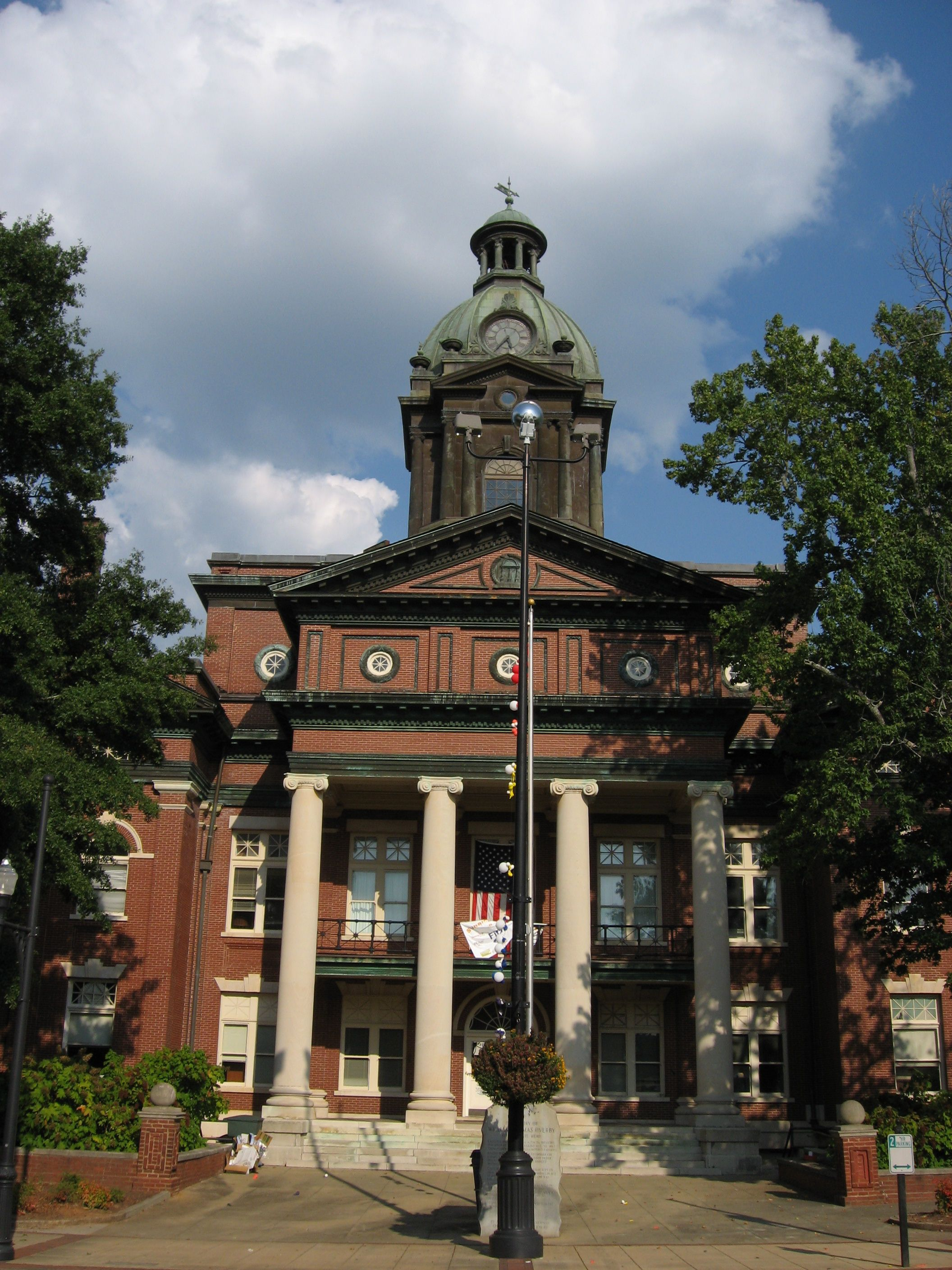
Coweta County Courthouse
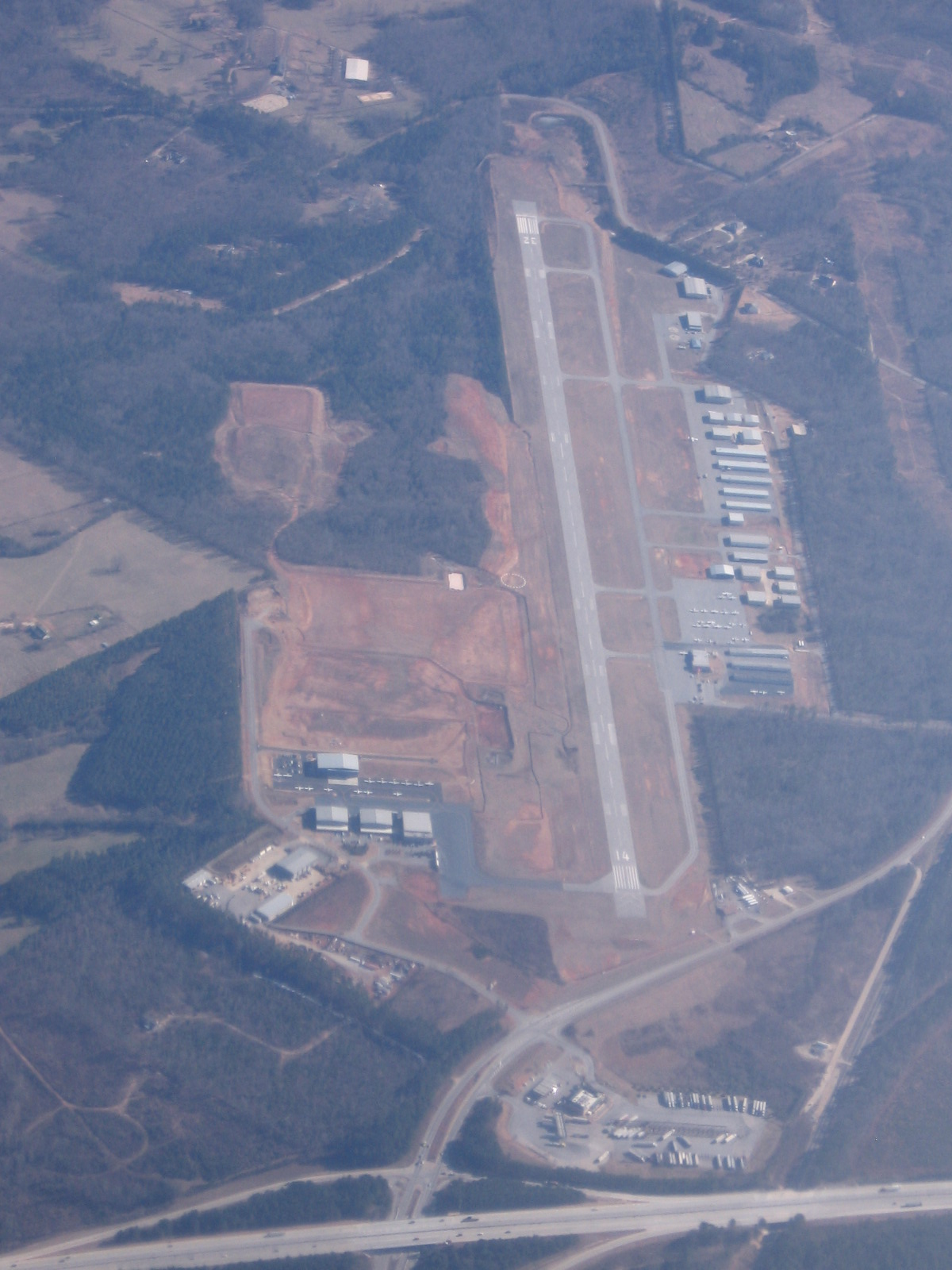
Newnan-Coweta County Airport

## Plaatsen in de nabije omgeving
De onderstaande figuur toont nabijgelegen plaatsen in een straal van 20 km rond Newnan.

## Trivia
- De Amerikaanse televisieserie October Road werd opgenomen in Newnan.[3] De serie speelt zich volgens het verhaal af in de fictieve plaats Knights Ridge, Massachusetts.
- Een aantal scènes uit de films Fried Green Tomatoes en Zombieland is opgenomen in Newnan.